# یواس‌اس کروز (ای‌ام-۲۱۵)
یواس‌اس کروز (ای‌ام-۲۱۵) (به انگلیسی: USS Cruise (AM-215)) یک کشتی بود که طول آن ۱۸۴ فوت ۶ اینچ (۵۶٫۲۴ متر) بود. این کشتی در سال ۱۹۴۳ ساخته شد.